# Óscar Cristi
Óscar Cristi Gallo (* 29. Juni 1916 in Valparaíso; † 25. März 1965 in Santiago de Chile) war ein chilenischer Springreiter.

## Karriere
Óscar Cristi, der bei den Carabineros de Chile tätig war, gewann bei den Olympischen Sommerspielen 1952 in Helsinki auf seinem Pferd Bambi im Einzel- und Mannschaftswettkampf jeweils die Silbermedaille.
Bei den Panamerikanischen Spielen 1955 und 1959 gewann er zudem mit der Mannschaft beide Male Silber.
Am 25. März 1965 verunglückte Cristi bei einem Autounfall. 1992 wurde ihm zu Ehren die Reitschule der Carabineros in Santiago umbenannt.